# Boels Ladies Tour 2018
La 21e édition du Boels Ladies Tour a lieu du 28 août au 2 septembre 2018. C'est la vingt-deuxième manche de l'UCI World Tour.
Comme l'an passé, Annemiek van Vleuten remporte le prologue. Le lendemain, l'étape vallonnée incite les leaders à passer à l'attaque. Annemiek van Vleuten accélère à vingt kilomètres de l'arrivée et s'impose seule. Amalie Dideriksen gagne les deux étapes suivantes au sprint. Sur la cinquième étape, sur un parcours similaire à celui de l'Amstel Gold Race, Chantal Blaak, comme sur l'édition 2018 de cette course, prend l'échappée matinale avant de finir seule. Le lendemain, Annemiek van Vleuten scelle sa victoire finale en s'imposant sur le contre-la-montre individuel. Elle remporte également le classement par points. Le podium est complété par Ellen van Dijk et Anna van der Breggen. Eugénie Duval est la meilleure grimpeuse, Jeanne Korevaar la meilleure jeune et Boels Dolmans la meilleure équipe.

## Parcours
La deuxième étape s'annonce difficile, avec les côtes du Muur van Beek et le Oude Holleweg placées sur le circuit final à parcourir sept fois. Les deux étapes suivantes sont plates, tandis que la cinquième étape reprend des éléments de parcours de l'Amstel Gold Race.

## Équipes
| Équipes féminines professionnelles (16)- Alé Cipollini - Astana Women's - Boels Dolmans - BTC City Ljubljana - Canyon-SRAM Racing - Cylance - FDJ-Nouvelle Aquitaine-Futuroscope - Hitec Products-Birk Sport - Lotto Soudal Ladies - Mitchelton-Scott - Parkhotel Valkenburg-Destil - Sunweb - Valcar PBM - Virtu - WaowDeals - Wiggle High5 Équipes nationales (2)- États-Unis - Pays-Bas |
| |

## Favorites
La leader du classement World Tour et affichant une excellente forme, Marianne Vos décide de faire l'impasse afin de préparer la saison de cyclo-cross. Anna van der Breggen, lauréate 2018 et deuxième du classement World Tour, ainsi qu'Annemiek van Vleuten, deuxième en 2018 et quatrième du World Tour, sont donc les favorites. On peut aussi nommer : Ellen van Dijk, Chantal Blaak, Amy Pieters ou Lucinda Brand.

## Étapes
| Étape    | Date    | Villes étapes         | type                        | Distance (km) | Vainqueur d'étape    | Leader du classement général |
| -------- | ------- | --------------------- | --------------------------- | ------------- | -------------------- | ---------------------------- |
| Prologue | 28 août | Arnhem – Arnhem       | prologue                    | 3,3           | Annemiek van Vleuten | Annemiek van Vleuten         |
| 2e étape | 29 août | Nimègue – Nimègue     | étape vallonnée             | 135           | Annemiek van Vleuten | Annemiek van Vleuten         |
| 3e étape | 30 août | Gennep – Gennep       | étape de plaine             | 126,3         | Amalie Dideriksen    | Annemiek van Vleuten         |
| 4e étape | 31 août | Stramproy – Weert     | étape de plaine             | 132,6         | Amalie Dideriksen    | Annemiek van Vleuten         |
| 5e étape | 1 sept. | Sittard – Sittard     | étape vallonnée             | 159,6         | Chantal Blaak        | Annemiek van Vleuten         |
| 6e étape | 2 sept. | Rosendael – Rosendael | contre-la-montre individuel | 18,5          | Annemiek van Vleuten | Annemiek van Vleuten         |

## Déroulement de la course

### Prologue
La championne du monde du contre-la-montre remporte le prologue de l'épreuve, tout comme l'année précédente. Anna van der Breggen est deuxième à sept secondes.
| \| Classement de l'étape \| Classement de l'étape \| Classement de l'étape \| Classement de l'étape \| Classement de l'étape \| \| Coureuse \| Coureuse \| Pays \| Équipe \| Temps \| \| --------------------- \| --------------------- \| --------------------- \| --------------------- \| --------------------- \| \| 1re \| Annemiek van Vleuten \| Pays-Bas \| Mitchelton-Scott \| 4 min 22 s \| \| 2e \| Anna van der Breggen \| Pays-Bas \| Boels Dolmans \| + 7 s \| \| 3e \| Ellen van Dijk \| Pays-Bas \| Sunweb \| + 8 s \| \| 4e \| Leah Kirchmann \| Canada \| Sunweb \| + 9 s \| \| 5e \| Lisa Brennauer \| Allemagne \| Wiggle High5 \| + 9 s \| \| 6e \| Lucinda Brand \| Pays-Bas \| Sunweb \| + 10 s \| \| 7e \| Lisa Klein \| Allemagne \| Canyon-SRAM Racing \| + 11 s \| \| 8e \| Amy Pieters \| Pays-Bas \| Boels Dolmans \| + 11 s \| \| 9e \| Sarah Roy \| Australie \| Mitchelton-Scott \| + 12 s \| \| 10e \| Eugenia Bujak \| Slovénie \| BTC City Ljubljana \| + 13 s \| |                      |           |                    |            |
| |                      |           |                    |            |
| Source : ProCyclingStats |                      |           |                    |            |
| Classement de l'étape |                      |           |                    |            |
| Coureuse | Coureuse             | Pays      | Équipe             | Temps      |
| 1re | Annemiek van Vleuten | Pays-Bas  | Mitchelton-Scott   | 4 min 22 s |
| 2e | Anna van der Breggen | Pays-Bas  | Boels Dolmans      | + 7 s      |
| 3e | Ellen van Dijk       | Pays-Bas  | Sunweb             | + 8 s      |
| 4e | Leah Kirchmann       | Canada    | Sunweb             | + 9 s      |
| 5e | Lisa Brennauer       | Allemagne | Wiggle High5       | + 9 s      |
| 6e | Lucinda Brand        | Pays-Bas  | Sunweb             | + 10 s     |
| 7e | Lisa Klein           | Allemagne | Canyon-SRAM Racing | + 11 s     |
| 8e | Amy Pieters          | Pays-Bas  | Boels Dolmans      | + 11 s     |
| 9e | Sarah Roy            | Australie | Mitchelton-Scott   | + 12 s     |
| 10e | Eugenia Bujak        | Slovénie  | BTC City Ljubljana | + 13 s     |

| \| Classement général \| Classement général \| Classement général \| Classement général \| Classement général \| \| Coureuse \| Coureuse \| Pays \| Équipe \| Temps \| \| ------------------ \| -------------------- \| ------------------ \| ------------------ \| ------------------ \| \| 1re \| Annemiek van Vleuten \| Pays-Bas \| Mitchelton-Scott \| 4 min 22 s \| \| 2e \| Anna van der Breggen \| Pays-Bas \| Boels Dolmans \| + 7 s \| \| 3e \| Ellen van Dijk \| Pays-Bas \| Sunweb \| + 8 s \| \| 4e \| Leah Kirchmann \| Canada \| Sunweb \| + 9 s \| \| 5e \| Lisa Brennauer \| Allemagne \| Wiggle High5 \| + 9 s \| \| 6e \| Lucinda Brand \| Pays-Bas \| Sunweb \| + 10 s \| \| 7e \| Lisa Klein \| Allemagne \| Canyon-SRAM Racing \| + 11 s \| \| 8e \| Amy Pieters \| Pays-Bas \| Boels Dolmans \| + 11 s \| \| 9e \| Sarah Roy \| Australie \| Mitchelton-Scott \| + 12 s \| \| 10e \| Eugenia Bujak \| Slovénie \| BTC City Ljubljana \| + 13 s \| |                      |           |                    |            |
| |                      |           |                    |            |
| Source : ProCyclingStats |                      |           |                    |            |
| Classement général |                      |           |                    |            |
| Coureuse | Coureuse             | Pays      | Équipe             | Temps      |
| 1re | Annemiek van Vleuten | Pays-Bas  | Mitchelton-Scott   | 4 min 22 s |
| 2e | Anna van der Breggen | Pays-Bas  | Boels Dolmans      | + 7 s      |
| 3e | Ellen van Dijk       | Pays-Bas  | Sunweb             | + 8 s      |
| 4e | Leah Kirchmann       | Canada    | Sunweb             | + 9 s      |
| 5e | Lisa Brennauer       | Allemagne | Wiggle High5       | + 9 s      |
| 6e | Lucinda Brand        | Pays-Bas  | Sunweb             | + 10 s     |
| 7e | Lisa Klein           | Allemagne | Canyon-SRAM Racing | + 11 s     |
| 8e | Amy Pieters          | Pays-Bas  | Boels Dolmans      | + 11 s     |
| 9e | Sarah Roy            | Australie | Mitchelton-Scott   | + 12 s     |
| 10e | Eugenia Bujak        | Slovénie  | BTC City Ljubljana | + 13 s     |

### 2eétape
La première échappée est l'œuvre d'Anastasia Iakovenko. Elle est reprise au kilomètre trente-quatre dans le premier prix des monts. Pauliena Rooijakkers accélère ensuite. Elle est suivie par Anna van der Breggen. Les autres favorites passent immédiatement à sa poursuite et un groupe de neuf coureuses se forme sur le deuxième grand prix des monts. Il s'agit de : Annemiek van Vleuten, Anna van der Breggen, Megan Guarnier, Lucinda Brand, Ellen van Dijk, Elisa Longo Borghini, Pauliena Rooijakkers, Anouska Koster et Eugenia Bujak. L'absence de coopération conduit néanmoins à un regroupement. Rossella Ratto et Amalie Dideriksen sont les suivantes à attaquer. Par la suite, Janneke Ensing réalise la jonction sur le duo. Au kilomètre cent-douze, Annemiek van Vleuten attaque avec Anna van der Breggen et Elisa Longo Borghini. La première se détache des deux autres. Elle a quarante secondes d'avance à dix kilomètres de l'arrivée. Les motos ouvreuses se trompent de parcours causant une perte d'environ vingt secondes pour la leader. Elle s'impose néanmoins avec douze secondes d'avance. Eugenia Bujak règle le sprint du peloton.
| \| Classement de l'étape \| Classement de l'étape \| Classement de l'étape \| Classement de l'étape \| Classement de l'étape \| \| Coureuse \| Coureuse \| Pays \| Équipe \| Temps \| \| --------------------- \| --------------------- \| --------------------- \| ---------------------------------- \| --------------------- \| \| 1re \| Annemiek van Vleuten \| Pays-Bas \| Mitchelton-Scott \| 3 h 28 min 29 s \| \| 2e \| Eugenia Bujak \| Slovénie \| BTC City Ljubljana \| + 12 s \| \| 3e \| Elena Cecchini \| Italie \| Canyon-SRAM Racing \| + 12 s \| \| 4e \| Marta Cavalli \| Italie \| Valcar PBM \| + 12 s \| \| 5e \| Amanda Spratt \| Australie \| Mitchelton-Scott \| + 12 s \| \| 6e \| Sofia Bertizzolo \| Italie \| Astana Women's Team \| + 12 s \| \| 7e \| Rozanne Slik \| Pays-Bas \| FDJ-Nouvelle Aquitaine-Futuroscope \| + 12 s \| \| 8e \| Giorgia Bronzini \| Italie \| Cylance \| + 12 s \| \| 9e \| Audrey Cordon-Ragot \| France \| Wiggle High5 \| + 12 s \| \| 10e \| Ellen van Dijk \| Pays-Bas \| Sunweb \| + 12 s \| |                      |           |                                    |                 |
| |                      |           |                                    |                 |
| Source : ProCyclingStats |                      |           |                                    |                 |
| Classement de l'étape |                      |           |                                    |                 |
| Coureuse | Coureuse             | Pays      | Équipe                             | Temps           |
| 1re | Annemiek van Vleuten | Pays-Bas  | Mitchelton-Scott                   | 3 h 28 min 29 s |
| 2e | Eugenia Bujak        | Slovénie  | BTC City Ljubljana                 | + 12 s          |
| 3e | Elena Cecchini       | Italie    | Canyon-SRAM Racing                 | + 12 s          |
| 4e | Marta Cavalli        | Italie    | Valcar PBM                         | + 12 s          |
| 5e | Amanda Spratt        | Australie | Mitchelton-Scott                   | + 12 s          |
| 6e | Sofia Bertizzolo     | Italie    | Astana Women's Team                | + 12 s          |
| 7e | Rozanne Slik         | Pays-Bas  | FDJ-Nouvelle Aquitaine-Futuroscope | + 12 s          |
| 8e | Giorgia Bronzini     | Italie    | Cylance                            | + 12 s          |
| 9e | Audrey Cordon-Ragot  | France    | Wiggle High5                       | + 12 s          |
| 10e | Ellen van Dijk       | Pays-Bas  | Sunweb                             | + 12 s          |

| \| Classement général \| Classement général \| Classement général \| Classement général \| Classement général \| \| Coureuse \| Coureuse \| Pays \| Équipe \| Temps \| \| ------------------ \| -------------------- \| ------------------ \| ------------------ \| ------------------ \| \| 1re \| Annemiek van Vleuten \| Pays-Bas \| Mitchelton-Scott \| 3 h 32 min 41 s \| \| 2e \| Eugenia Bujak \| Slovénie \| BTC City Ljubljana \| + 29 s \| \| 3e \| Ellen van Dijk \| Pays-Bas \| Sunweb \| + 30 s \| \| 4e \| Leah Kirchmann \| Canada \| Sunweb \| + 31 s \| \| 5e \| Lucinda Brand \| Pays-Bas \| Sunweb \| + 32 s \| \| 6e \| Anna van der Breggen \| Pays-Bas \| Boels Dolmans \| + 33 s \| \| 7e \| Amanda Spratt \| Australie \| Mitchelton-Scott \| + 37 s \| \| 8e \| Elena Cecchini \| Italie \| Canyon-SRAM Racing \| + 38 s \| \| 9e \| Floortje Mackaij \| Pays-Bas \| Sunweb \| + 40 s \| \| 10e \| Riejanne Markus \| Pays-Bas \| WaowDeals \| + 40 s \| |                      |           |                    |                 |
| |                      |           |                    |                 |
| Source : ProCyclingStats |                      |           |                    |                 |
| Classement général |                      |           |                    |                 |
| Coureuse | Coureuse             | Pays      | Équipe             | Temps           |
| 1re | Annemiek van Vleuten | Pays-Bas  | Mitchelton-Scott   | 3 h 32 min 41 s |
| 2e | Eugenia Bujak        | Slovénie  | BTC City Ljubljana | + 29 s          |
| 3e | Ellen van Dijk       | Pays-Bas  | Sunweb             | + 30 s          |
| 4e | Leah Kirchmann       | Canada    | Sunweb             | + 31 s          |
| 5e | Lucinda Brand        | Pays-Bas  | Sunweb             | + 32 s          |
| 6e | Anna van der Breggen | Pays-Bas  | Boels Dolmans      | + 33 s          |
| 7e | Amanda Spratt        | Australie | Mitchelton-Scott   | + 37 s          |
| 8e | Elena Cecchini       | Italie    | Canyon-SRAM Racing | + 38 s          |
| 9e | Floortje Mackaij     | Pays-Bas  | Sunweb             | + 40 s          |
| 10e | Riejanne Markus      | Pays-Bas  | WaowDeals          | + 40 s          |

### 3eétape
Une échappée de treize coureuses part en début d'étape. Il y a là : Chantal Blaak, Gracie Elvin, Lucinda Brand, Hannah Barnes, Lisa Klein, Riejanne Markus, Marta Tagliaferro, Lauren Kitchen, Barbara Guarischi, Sara Penton, Ilaria Sanguineti, Natalie van Gogh et Lily Williams. Leur avance maximale est d'une minute. Le groupe est repris à deux kilomètres de la ligne et on assiste à un sprint massif. Amalie Dideriksen se montre la plus rapide devant Lorena Wiebes et Jolien D'Hoore.
| \| Classement de l'étape \| Classement de l'étape \| Classement de l'étape \| Classement de l'étape \| Classement de l'étape \| \| Coureuse \| Coureuse \| Pays \| Équipe \| Temps \| \| --------------------- \| ------------------------- \| --------------------- \| --------------------- \| --------------------- \| \| 1re \| Amalie Dideriksen \| Danemark \| Boels Dolmans \| 2 h 58 min 57 s \| \| 2e \| Lorena Wiebes \| Pays-Bas \| Parkhotel Valkenburg \| + 0 s \| \| 3e \| Jolien D'Hoore \| Belgique \| Mitchelton-Scott \| + 0 s \| \| 4e \| Maria Giulia Confalonieri \| Italie \| Valcar PBM \| + 0 s \| \| 5e \| Amy Pieters \| Pays-Bas \| Boels Dolmans \| + 0 s \| \| 6e \| Marta Bastianelli \| Italie \| Alé Cipollini \| + 0 s \| \| 7e \| Lotte Kopecky \| Belgique \| Lotto Soudal Ladies \| + 0 s \| \| 8e \| Mieke Kröger \| Allemagne \| Virtu Cycling Women \| + 0 s \| \| 9e \| Annemiek van Vleuten \| Pays-Bas \| Mitchelton-Scott \| + 0 s \| \| 10e \| Christina Siggaard \| Danemark \| Virtu Cycling Women \| + 0 s \| |                           |           |                      |                 |
| |                           |           |                      |                 |
| Source : ProCyclingStats |                           |           |                      |                 |
| Classement de l'étape |                           |           |                      |                 |
| Coureuse | Coureuse                  | Pays      | Équipe               | Temps           |
| 1re | Amalie Dideriksen         | Danemark  | Boels Dolmans        | 2 h 58 min 57 s |
| 2e | Lorena Wiebes             | Pays-Bas  | Parkhotel Valkenburg | + 0 s           |
| 3e | Jolien D'Hoore            | Belgique  | Mitchelton-Scott     | + 0 s           |
| 4e | Maria Giulia Confalonieri | Italie    | Valcar PBM           | + 0 s           |
| 5e | Amy Pieters               | Pays-Bas  | Boels Dolmans        | + 0 s           |
| 6e | Marta Bastianelli         | Italie    | Alé Cipollini        | + 0 s           |
| 7e | Lotte Kopecky             | Belgique  | Lotto Soudal Ladies  | + 0 s           |
| 8e | Mieke Kröger              | Allemagne | Virtu Cycling Women  | + 0 s           |
| 9e | Annemiek van Vleuten      | Pays-Bas  | Mitchelton-Scott     | + 0 s           |
| 10e | Christina Siggaard        | Danemark  | Virtu Cycling Women  | + 0 s           |

| \| Classement général \| Classement général \| Classement général \| Classement général \| Classement général \| \| Coureuse \| Coureuse \| Pays \| Équipe \| Temps \| \| ------------------ \| -------------------- \| ------------------ \| ------------------ \| ------------------ \| \| 1re \| Annemiek van Vleuten \| Pays-Bas \| Mitchelton-Scott \| 6 h 31 min 38 s \| \| 2e \| Eugenia Bujak \| Slovénie \| BTC City Ljubljana \| + 29 s \| \| 3e \| Ellen van Dijk \| Pays-Bas \| Sunweb \| + 30 s \| \| 4e \| Lucinda Brand \| Pays-Bas \| Sunweb \| + 30 s \| \| 5e \| Leah Kirchmann \| Canada \| Sunweb \| + 31 s \| \| 6e \| Anna van der Breggen \| Pays-Bas \| Boels Dolmans \| + 33 s \| \| 7e \| Elena Cecchini \| Italie \| Canyon-SRAM Racing \| + 35 s \| \| 8e \| Amanda Spratt \| Australie \| Mitchelton-Scott \| + 37 s \| \| 9e \| Amy Pieters \| Pays-Bas \| Boels Dolmans \| + 37 s \| \| 10e \| Floortje Mackaij \| Pays-Bas \| Sunweb \| + 40 s \| |                      |           |                    |                 |
| |                      |           |                    |                 |
| Source : ProCyclingStats |                      |           |                    |                 |
| Classement général |                      |           |                    |                 |
| Coureuse | Coureuse             | Pays      | Équipe             | Temps           |
| 1re | Annemiek van Vleuten | Pays-Bas  | Mitchelton-Scott   | 6 h 31 min 38 s |
| 2e | Eugenia Bujak        | Slovénie  | BTC City Ljubljana | + 29 s          |
| 3e | Ellen van Dijk       | Pays-Bas  | Sunweb             | + 30 s          |
| 4e | Lucinda Brand        | Pays-Bas  | Sunweb             | + 30 s          |
| 5e | Leah Kirchmann       | Canada    | Sunweb             | + 31 s          |
| 6e | Anna van der Breggen | Pays-Bas  | Boels Dolmans      | + 33 s          |
| 7e | Elena Cecchini       | Italie    | Canyon-SRAM Racing | + 35 s          |
| 8e | Amanda Spratt        | Australie | Mitchelton-Scott   | + 37 s          |
| 9e | Amy Pieters          | Pays-Bas  | Boels Dolmans      | + 37 s          |
| 10e | Floortje Mackaij     | Pays-Bas  | Sunweb             | + 40 s          |

### 4eétape
Omer Shapira s'échappe seule au kilomètre six. Son avance atteint trois minutes cinquante. À vingt kilomètres de la ligne, Lisa Brennauer et Amy Pieters sortent à leur tour du peloton. Elles passent l'Israelienne au kilomètre cent huit. Elles sont néanmoins reprises à neuf kilomètres de l'arrivée. Les escarmouches s'enchaînent par la suite avec : Lauren Kitchen, Elena Cecchini et Amy Pieters. Cette dernière n'est reprise qu'à deux kilomètres du but. Lorena Wiebes lance le sprint mais est remonté par Amalie Dideriksen qui remporte l'étape devant Lucinda Brand.
| \| Classement de l'étape \| Classement de l'étape \| Classement de l'étape \| Classement de l'étape \| Classement de l'étape \| \| Coureuse \| Coureuse \| Pays \| Équipe \| Temps \| \| --------------------- \| ------------------------- \| --------------------- \| ------------------------- \| --------------------- \| \| 1re \| Amalie Dideriksen \| Danemark \| Boels Dolmans \| 3 h 28 min 04 s \| \| 2e \| Lucinda Brand \| Pays-Bas \| Sunweb \| + 0 s \| \| 3e \| Lorena Wiebes \| Pays-Bas \| Parkhotel Valkenburg \| + 0 s \| \| 4e \| Barbara Guarischi \| Italie \| Virtu Cycling Women \| + 0 s \| \| 5e \| Lotte Kopecky \| Belgique \| Lotto Soudal Ladies \| + 0 s \| \| 6e \| Giorgia Bronzini \| Italie \| Cylance \| + 0 s \| \| 7e \| Audrey Cordon-Ragot \| France \| Wiggle High5 \| + 0 s \| \| 8e \| Maria Giulia Confalonieri \| Italie \| Valcar PBM \| + 2 s \| \| 9e \| Susanne Andersen \| Norvège \| Hitec Products-Birk Sport \| + 2 s \| \| 10e \| Arlenis Sierra \| Cuba \| Astana Women's Team \| + 2 s \| |                           |          |                           |                 |
| |                           |          |                           |                 |
| Source : ProCyclingStats |                           |          |                           |                 |
| Classement de l'étape |                           |          |                           |                 |
| Coureuse | Coureuse                  | Pays     | Équipe                    | Temps           |
| 1re | Amalie Dideriksen         | Danemark | Boels Dolmans             | 3 h 28 min 04 s |
| 2e | Lucinda Brand             | Pays-Bas | Sunweb                    | + 0 s           |
| 3e | Lorena Wiebes             | Pays-Bas | Parkhotel Valkenburg      | + 0 s           |
| 4e | Barbara Guarischi         | Italie   | Virtu Cycling Women       | + 0 s           |
| 5e | Lotte Kopecky             | Belgique | Lotto Soudal Ladies       | + 0 s           |
| 6e | Giorgia Bronzini          | Italie   | Cylance                   | + 0 s           |
| 7e | Audrey Cordon-Ragot       | France   | Wiggle High5              | + 0 s           |
| 8e | Maria Giulia Confalonieri | Italie   | Valcar PBM                | + 2 s           |
| 9e | Susanne Andersen          | Norvège  | Hitec Products-Birk Sport | + 2 s           |
| 10e | Arlenis Sierra            | Cuba     | Astana Women's Team       | + 2 s           |

| \| Classement général \| Classement général \| Classement général \| Classement général \| Classement général \| \| Coureuse \| Coureuse \| Pays \| Équipe \| Temps \| \| ------------------ \| -------------------- \| ------------------ \| ------------------ \| ------------------ \| \| 1re \| Annemiek van Vleuten \| Pays-Bas \| Mitchelton-Scott \| 9 h 59 min 44 s \| \| 2e \| Lucinda Brand \| Pays-Bas \| Sunweb \| + 22 s \| \| 3e \| Eugenia Bujak \| Slovénie \| BTC City Ljubljana \| + 29 s \| \| 4e \| Ellen van Dijk \| Pays-Bas \| Sunweb \| + 30 s \| \| 5e \| Leah Kirchmann \| Canada \| Sunweb \| + 31 s \| \| 6e \| Anna van der Breggen \| Pays-Bas \| Boels Dolmans \| + 33 s \| \| 7e \| Amy Pieters \| Pays-Bas \| Boels Dolmans \| + 34 s \| \| 8e \| Elena Cecchini \| Italie \| Canyon-SRAM Racing \| + 35 s \| \| 9e \| Amanda Spratt \| Australie \| Mitchelton-Scott \| + 37 s \| \| 10e \| Floortje Mackaij \| Pays-Bas \| Sunweb \| + 40 s \| |                      |           |                    |                 |
| |                      |           |                    |                 |
| Source : ProCyclingStats |                      |           |                    |                 |
| Classement général |                      |           |                    |                 |
| Coureuse | Coureuse             | Pays      | Équipe             | Temps           |
| 1re | Annemiek van Vleuten | Pays-Bas  | Mitchelton-Scott   | 9 h 59 min 44 s |
| 2e | Lucinda Brand        | Pays-Bas  | Sunweb             | + 22 s          |
| 3e | Eugenia Bujak        | Slovénie  | BTC City Ljubljana | + 29 s          |
| 4e | Ellen van Dijk       | Pays-Bas  | Sunweb             | + 30 s          |
| 5e | Leah Kirchmann       | Canada    | Sunweb             | + 31 s          |
| 6e | Anna van der Breggen | Pays-Bas  | Boels Dolmans      | + 33 s          |
| 7e | Amy Pieters          | Pays-Bas  | Boels Dolmans      | + 34 s          |
| 8e | Elena Cecchini       | Italie    | Canyon-SRAM Racing | + 35 s          |
| 9e | Amanda Spratt        | Australie | Mitchelton-Scott   | + 37 s          |
| 10e | Floortje Mackaij     | Pays-Bas  | Sunweb             | + 40 s          |

### 5eétape
Dès le Schatsberg, au kilomètre neuf, une échappée se forme. Elle est composée de : Roxane Knetemann, Chantal Blaak, Pernille Mathiesen et Eugénie Duval. Au kilomètre quarante, elle a déjà trois minutes d'avance. Un groupe de chasse se forme après la mi-étape avec Amanda Spratt, Amy Pieters, Leah Kirchmann, Marta Bastianelli, Silvia Pollicini et Lorena Wiebes. Elles sont reprises dans le Snijdersberg au kilomètre cent-trente-sept. Un contre avec Leah Kirchmann, Amanda Spratt, Megan Guarnier, Elisa Longo Borghini, Elena Cecchini et Sofia Bertizzolo se forme, mais le peloton est vigilant. Par la suite, un trio constitué de : Amalie Dideriksen, Charlotte Becker et Janneke Ensing revient sur l'échappée de tête. À onze kilomètres du but, Chantal Blaak passe à l'offensive. Derrière, un regroupement général a lieu. Chantal Blaak s'impose seule. Derrière, Giorgia Bronzini est la plus rapide du peloton.
| \| Classement de l'étape \| Classement de l'étape \| Classement de l'étape \| Classement de l'étape \| Classement de l'étape \| \| Coureuse \| Coureuse \| Pays \| Équipe \| Temps \| \| --------------------- \| ------------------------- \| --------------------- \| --------------------- \| --------------------- \| \| 1re \| Chantal Blaak \| Pays-Bas \| Boels Dolmans \| 4 h 10 min 24 s \| \| 2e \| Giorgia Bronzini \| Italie \| Cylance \| + 46 s \| \| 3e \| Lucinda Brand \| Pays-Bas \| Sunweb \| + 46 s \| \| 4e \| Lotte Kopecky \| Belgique \| Lotto Soudal Ladies \| + 46 s \| \| 5e \| Marta Bastianelli \| Italie \| Alé Cipollini \| + 46 s \| \| 6e \| Maria Giulia Confalonieri \| Italie \| Valcar PBM \| + 46 s \| \| 7e \| Jeanne Korevaar \| Pays-Bas \| WaowDeals \| + 46 s \| \| 8e \| Lisa Brennauer \| Allemagne \| Wiggle High5 \| + 46 s \| \| 9e \| Arlenis Sierra \| Cuba \| Astana Women's Team \| + 46 s \| \| 10e \| Barbara Guarischi \| Italie \| Virtu Cycling Women \| + 46 s \| |                           |           |                     |                 |
| |                           |           |                     |                 |
| |                           |           |                     |                 |
| Classement de l'étape |                           |           |                     |                 |
| Coureuse | Coureuse                  | Pays      | Équipe              | Temps           |
| 1re | Chantal Blaak             | Pays-Bas  | Boels Dolmans       | 4 h 10 min 24 s |
| 2e | Giorgia Bronzini          | Italie    | Cylance             | + 46 s          |
| 3e | Lucinda Brand             | Pays-Bas  | Sunweb              | + 46 s          |
| 4e | Lotte Kopecky             | Belgique  | Lotto Soudal Ladies | + 46 s          |
| 5e | Marta Bastianelli         | Italie    | Alé Cipollini       | + 46 s          |
| 6e | Maria Giulia Confalonieri | Italie    | Valcar PBM          | + 46 s          |
| 7e | Jeanne Korevaar           | Pays-Bas  | WaowDeals           | + 46 s          |
| 8e | Lisa Brennauer            | Allemagne | Wiggle High5        | + 46 s          |
| 9e | Arlenis Sierra            | Cuba      | Astana Women's Team | + 46 s          |
| 10e | Barbara Guarischi         | Italie    | Virtu Cycling Women | + 46 s          |

| \| Classement général \| Classement général \| Classement général \| Classement général \| Classement général \| \| Coureuse \| Coureuse \| Pays \| Équipe \| Temps \| \| ------------------ \| -------------------- \| ------------------ \| ------------------ \| ------------------ \| \| 1re \| Annemiek van Vleuten \| Pays-Bas \| Mitchelton-Scott \| 14 h 10 min 54 s \| \| 2e \| Lucinda Brand \| Pays-Bas \| Sunweb \| + 18 s \| \| 3e \| Eugenia Bujak \| Slovénie \| BTC City Ljubljana \| + 29 s \| \| 4e \| Ellen van Dijk \| Pays-Bas \| Sunweb \| + 30 s \| \| 5e \| Leah Kirchmann \| Canada \| Sunweb \| + 31 s \| \| 6e \| Anna van der Breggen \| Pays-Bas \| Boels Dolmans \| + 33 s \| \| 7e \| Amy Pieters \| Pays-Bas \| Boels Dolmans \| + 34 s \| \| 8e \| Elena Cecchini \| Italie \| Canyon-SRAM Racing \| + 35 s \| \| 9e \| Amanda Spratt \| Australie \| Mitchelton-Scott \| + 37 s \| \| 10e \| Floortje Mackaij \| Pays-Bas \| Sunweb \| + 40 s \| |                      |           |                    |                  |
| |                      |           |                    |                  |
| |                      |           |                    |                  |
| Classement général |                      |           |                    |                  |
| Coureuse | Coureuse             | Pays      | Équipe             | Temps            |
| 1re | Annemiek van Vleuten | Pays-Bas  | Mitchelton-Scott   | 14 h 10 min 54 s |
| 2e | Lucinda Brand        | Pays-Bas  | Sunweb             | + 18 s           |
| 3e | Eugenia Bujak        | Slovénie  | BTC City Ljubljana | + 29 s           |
| 4e | Ellen van Dijk       | Pays-Bas  | Sunweb             | + 30 s           |
| 5e | Leah Kirchmann       | Canada    | Sunweb             | + 31 s           |
| 6e | Anna van der Breggen | Pays-Bas  | Boels Dolmans      | + 33 s           |
| 7e | Amy Pieters          | Pays-Bas  | Boels Dolmans      | + 34 s           |
| 8e | Elena Cecchini       | Italie    | Canyon-SRAM Racing | + 35 s           |
| 9e | Amanda Spratt        | Australie | Mitchelton-Scott   | + 37 s           |
| 10e | Floortje Mackaij     | Pays-Bas  | Sunweb             | + 40 s           |

### 6eétape
La championne du monde de la discipline s'impose largement sur ce contre-la-montre. Elle assure ainsi sa première place au classement général.
| \| Classement de l'étape \| Classement de l'étape \| Classement de l'étape \| Classement de l'étape \| Classement de l'étape \| \| Coureuse \| Coureuse \| Pays \| Équipe \| Temps \| \| --------------------- \| --------------------- \| --------------------- \| ----------------------------- \| --------------------- \| \| 1re \| Annemiek van Vleuten \| Pays-Bas \| Mitchelton-Scott \| 24 min 00 s \| \| 2e \| Ellen van Dijk \| Pays-Bas \| Sunweb \| + 22 s \| \| 3e \| Anna van der Breggen \| Pays-Bas \| Boels Dolmans \| + 32 s \| \| 4e \| Mieke Kröger \| Allemagne \| Virtu Cycling Women \| + 49 s \| \| 5e \| Tayler Wiles \| États-Unis \| Trek-Drops \| + 1 min 00 s \| \| 6e \| Lisa Klein \| Allemagne \| Canyon-SRAM Racing \| + 1 min 09 s \| \| 7e \| Leah Kirchmann \| Canada \| Sunweb \| + 1 min 14 s \| \| 8e \| Lisa Brennauer \| Allemagne \| Wiggle High5 \| + 1 min 16 s \| \| 9e \| Leah Thomas \| États-Unis \| UnitedHealthcare Women's Team \| + 1 min 25 s \| \| 10e \| Amanda Spratt \| Australie \| Mitchelton-Scott \| + 1 min 28 s \| |                      |            |                               |              |
| |                      |            |                               |              |
| |                      |            |                               |              |
| Classement de l'étape |                      |            |                               |              |
| Coureuse | Coureuse             | Pays       | Équipe                        | Temps        |
| 1re | Annemiek van Vleuten | Pays-Bas   | Mitchelton-Scott              | 24 min 00 s  |
| 2e | Ellen van Dijk       | Pays-Bas   | Sunweb                        | + 22 s       |
| 3e | Anna van der Breggen | Pays-Bas   | Boels Dolmans                 | + 32 s       |
| 4e | Mieke Kröger         | Allemagne  | Virtu Cycling Women           | + 49 s       |
| 5e | Tayler Wiles         | États-Unis | Trek-Drops                    | + 1 min 00 s |
| 6e | Lisa Klein           | Allemagne  | Canyon-SRAM Racing            | + 1 min 09 s |
| 7e | Leah Kirchmann       | Canada     | Sunweb                        | + 1 min 14 s |
| 8e | Lisa Brennauer       | Allemagne  | Wiggle High5                  | + 1 min 16 s |
| 9e | Leah Thomas          | États-Unis | UnitedHealthcare Women's Team | + 1 min 25 s |
| 10e | Amanda Spratt        | Australie  | Mitchelton-Scott              | + 1 min 28 s |

## Classements finals

### Classement général final
| \| Classement général \| Classement général \| Classement général \| Classement général \| Classement général \| \| Coureuse \| Coureuse \| Pays \| Équipe \| Temps \| \| ------------------ \| -------------------- \| ------------------ \| ----------------------------- \| ------------------ \| \| 1re \| Annemiek van Vleuten \| Pays-Bas \| Mitchelton-Scott \| 14 h 34 min 54 s \| \| 2e \| Ellen van Dijk \| Pays-Bas \| Sunweb \| + 52 s \| \| 3e \| Anna van der Breggen \| Pays-Bas \| Boels Dolmans \| + 1 min 05 s \| \| 4e \| Tayler Wiles \| États-Unis \| Trek-Drops \| + 1 min 44 s \| \| 5e \| Leah Kirchmann \| Canada \| Sunweb \| + 1 min 45 s \| \| 6e \| Amanda Spratt \| Australie \| Mitchelton-Scott \| + 2 min 05 s \| \| 7e \| Eugenia Bujak \| Slovénie \| BTC City Ljubljana \| + 2 min 09 s \| \| 8e \| Amy Pieters \| Pays-Bas \| Boels Dolmans \| + 2 min 11 s \| \| 9e \| Leah Thomas \| États-Unis \| UnitedHealthcare Women's Team \| + 2 min 12 s \| \| 10e \| Elena Cecchini \| Italie \| Canyon-SRAM Racing \| + 2 min 14 s \| |                      |            |                               |                  |
| |                      |            |                               |                  |
| Source : ProCyclingStats |                      |            |                               |                  |
| Classement général |                      |            |                               |                  |
| Coureuse | Coureuse             | Pays       | Équipe                        | Temps            |
| 1re | Annemiek van Vleuten | Pays-Bas   | Mitchelton-Scott              | 14 h 34 min 54 s |
| 2e | Ellen van Dijk       | Pays-Bas   | Sunweb                        | + 52 s           |
| 3e | Anna van der Breggen | Pays-Bas   | Boels Dolmans                 | + 1 min 05 s     |
| 4e | Tayler Wiles         | États-Unis | Trek-Drops                    | + 1 min 44 s     |
| 5e | Leah Kirchmann       | Canada     | Sunweb                        | + 1 min 45 s     |
| 6e | Amanda Spratt        | Australie  | Mitchelton-Scott              | + 2 min 05 s     |
| 7e | Eugenia Bujak        | Slovénie   | BTC City Ljubljana            | + 2 min 09 s     |
| 8e | Amy Pieters          | Pays-Bas   | Boels Dolmans                 | + 2 min 11 s     |
| 9e | Leah Thomas          | États-Unis | UnitedHealthcare Women's Team | + 2 min 12 s     |
| 10e | Elena Cecchini       | Italie     | Canyon-SRAM Racing            | + 2 min 14 s     |

### UCI World Tour

#### Points attribués
| Position           | 1er | 2e  | 3e  | 4e  | 5e | 6e | 7e | 8e | 9e | 10e | 11e | 12e | 13e | 14e | 15e | 16e à 30e | 31e à 40e |
| Classement général | 200 | 150 | 125 | 100 | 85 | 70 | 60 | 50 | 40 | 35  | 30  | 25  | 20  | 15  | 10  | 5         | 3         |

### Classements annexes
| Classement par points | Classement par points     | Classement par points | Classement par points | Classement par points |
| Coureuse              | Coureuse                  | Pays                  | Équipe                | Points                |
| --------------------- | ------------------------- | --------------------- | --------------------- | --------------------- |
| 1re                   | Annemiek van Vleuten      | Pays-Bas              | Mitchelton-Scott      | 82 pts                |
| 2e                    | Amalie Dideriksen         | Danemark              | Boels Dolmans         | 50 pts                |
| 3e                    | Lucinda Brand             | Pays-Bas              | Sunweb                | 49 pts                |
| 4e                    | Ellen van Dijk            | Pays-Bas              | Sunweb                | 48 pts                |
| 5e                    | Giorgia Bronzini          | Italie                | Cylance               | 41 pts                |
| 6e                    | Maria Giulia Confalonieri | Italie                | Valcar PBM            | 37 pts                |
| 7e                    | Anna van der Breggen      | Pays-Bas              | Boels Dolmans         | 36 pts                |
| 8e                    | Lorena Wiebes             | Pays-Bas              | Parkhotel Valkenburg  | 36 pts                |
| 9e                    | Lisa Brennauer            | Allemagne             | Wiggle High5          | 32 pts                |
| 10e                   | Chantal Blaak             | Pays-Bas              | Boels Dolmans         | 29 pts                |

| Classement par points | Classement par points     | Classement par points | Classement par points | Classement par points |
| Coureuse              | Coureuse                  | Pays                  | Équipe                | Points                |
| --------------------- | ------------------------- | --------------------- | --------------------- | --------------------- |
| 1re                   | Annemiek van Vleuten      | Pays-Bas              | Mitchelton-Scott      | 82 pts                |
| 2e                    | Amalie Dideriksen         | Danemark              | Boels Dolmans         | 50 pts                |
| 3e                    | Lucinda Brand             | Pays-Bas              | Sunweb                | 49 pts                |
| 4e                    | Ellen van Dijk            | Pays-Bas              | Sunweb                | 48 pts                |
| 5e                    | Giorgia Bronzini          | Italie                | Cylance               | 41 pts                |
| 6e                    | Maria Giulia Confalonieri | Italie                | Valcar PBM            | 37 pts                |
| 7e                    | Anna van der Breggen      | Pays-Bas              | Boels Dolmans         | 36 pts                |
| 8e                    | Lorena Wiebes             | Pays-Bas              | Parkhotel Valkenburg  | 36 pts                |
| 9e                    | Lisa Brennauer            | Allemagne             | Wiggle High5          | 32 pts                |
| 10e                   | Chantal Blaak             | Pays-Bas              | Boels Dolmans         | 29 pts                |

| Classement de la montagne | Classement de la montagne | Classement de la montagne | Classement de la montagne          | Classement de la montagne |
| Coureuse                  | Coureuse                  | Pays                      | Équipe                             | Points                    |
| ------------------------- | ------------------------- | ------------------------- | ---------------------------------- | ------------------------- |
| 1re                       | Eugénie Duval             | France                    | FDJ-Nouvelle Aquitaine-Futuroscope | 26 pts                    |
| 2e                        | Chantal Blaak             | Pays-Bas                  | Boels Dolmans                      | 18 pts                    |
| 3e                        | Annemiek van Vleuten      | Pays-Bas                  | Mitchelton-Scott                   | 13 pts                    |
| 4e                        | Anna van der Breggen      | Pays-Bas                  | Boels Dolmans                      | 8 pts                     |
| 5e                        | Rossella Ratto            | Italie                    | Cylance                            | 8 pts                     |
| 6e                        | Amalie Dideriksen         | Danemark                  | Boels Dolmans                      | 8 pts                     |
| 7e                        | Roxane Knetemann          | Pays-Bas                  | Alé Cipollini                      | 6 pts                     |
| 8e                        | Amanda Spratt             | Australie                 | Mitchelton-Scott                   | 5 pts                     |
| 9e                        | Amy Pieters               | Pays-Bas                  | Boels Dolmans                      | 5 pts                     |
| 10e                       | Pernille Mathiesen        | Danemark                  | Sunweb                             | 4 pts                     |

| Classement de la montagne | Classement de la montagne | Classement de la montagne | Classement de la montagne          | Classement de la montagne |
| Coureuse                  | Coureuse                  | Pays                      | Équipe                             | Points                    |
| ------------------------- | ------------------------- | ------------------------- | ---------------------------------- | ------------------------- |
| 1re                       | Eugénie Duval             | France                    | FDJ-Nouvelle Aquitaine-Futuroscope | 26 pts                    |
| 2e                        | Chantal Blaak             | Pays-Bas                  | Boels Dolmans                      | 18 pts                    |
| 3e                        | Annemiek van Vleuten      | Pays-Bas                  | Mitchelton-Scott                   | 13 pts                    |
| 4e                        | Anna van der Breggen      | Pays-Bas                  | Boels Dolmans                      | 8 pts                     |
| 5e                        | Rossella Ratto            | Italie                    | Cylance                            | 8 pts                     |
| 6e                        | Amalie Dideriksen         | Danemark                  | Boels Dolmans                      | 8 pts                     |
| 7e                        | Roxane Knetemann          | Pays-Bas                  | Alé Cipollini                      | 6 pts                     |
| 8e                        | Amanda Spratt             | Australie                 | Mitchelton-Scott                   | 5 pts                     |
| 9e                        | Amy Pieters               | Pays-Bas                  | Boels Dolmans                      | 5 pts                     |
| 10e                       | Pernille Mathiesen        | Danemark                  | Sunweb                             | 4 pts                     |

| Classement du meilleur jeune | Classement du meilleur jeune | Classement du meilleur jeune | Classement du meilleur jeune | Classement du meilleur jeune |
| Coureuse                     | Coureuse                     | Pays                         | Équipe                       | Temps                        |
| ---------------------------- | ---------------------------- | ---------------------------- | ---------------------------- | ---------------------------- |
| 1re                          | Jeanne Korevaar              | Pays-Bas                     | WaowDeals                    | 14 h 38 min 03 s             |
| 2e                           | Marta Cavalli                | Italie                       | Valcar PBM                   | + 5 s                        |
| 3e                           | Sofia Bertizzolo             | Italie                       | Astana Women's Team          | + 23 s                       |
| 4e                           | Elena Pirrone                | Italie                       | Astana Women's Team          | + 53 s                       |
| 5e                           | Nina Buysman                 | Pays-Bas                     | Parkhotel Valkenburg         | + 4 min 01 s                 |
| 6e                           | Amalie Dideriksen            | Danemark                     | Boels Dolmans                | + 5 min 35 s                 |
| 7e                           | Lisa Klein                   | Allemagne                    | Canyon-SRAM Racing           | + 7 min 43 s                 |
| 8e                           | Karlijn Swinkels             | Pays-Bas                     | Alé Cipollini                | + 9 min 27 s                 |
| 9e                           | Lorena Wiebes                | Pays-Bas                     | Parkhotel Valkenburg         | + 9 min 28 s                 |
| 10e                          | Silvia Pollicini             | Italie                       | Valcar PBM                   | + 14 min 09 s                |

| Classement du meilleur jeune | Classement du meilleur jeune | Classement du meilleur jeune | Classement du meilleur jeune | Classement du meilleur jeune |
| Coureuse                     | Coureuse                     | Pays                         | Équipe                       | Temps                        |
| ---------------------------- | ---------------------------- | ---------------------------- | ---------------------------- | ---------------------------- |
| 1re                          | Jeanne Korevaar              | Pays-Bas                     | WaowDeals                    | 14 h 38 min 03 s             |
| 2e                           | Marta Cavalli                | Italie                       | Valcar PBM                   | + 5 s                        |
| 3e                           | Sofia Bertizzolo             | Italie                       | Astana Women's Team          | + 23 s                       |
| 4e                           | Elena Pirrone                | Italie                       | Astana Women's Team          | + 53 s                       |
| 5e                           | Nina Buysman                 | Pays-Bas                     | Parkhotel Valkenburg         | + 4 min 01 s                 |
| 6e                           | Amalie Dideriksen            | Danemark                     | Boels Dolmans                | + 5 min 35 s                 |
| 7e                           | Lisa Klein                   | Allemagne                    | Canyon-SRAM Racing           | + 7 min 43 s                 |
| 8e                           | Karlijn Swinkels             | Pays-Bas                     | Alé Cipollini                | + 9 min 27 s                 |
| 9e                           | Lorena Wiebes                | Pays-Bas                     | Parkhotel Valkenburg         | + 9 min 28 s                 |
| 10e                          | Silvia Pollicini             | Italie                       | Valcar PBM                   | + 14 min 09 s                |

| Classement des sprints | Classement des sprints | Classement des sprints | Classement des sprints             | Classement des sprints |
| Coureuse               | Coureuse               | Pays                   | Équipe                             | Points                 |
| ---------------------- | ---------------------- | ---------------------- | ---------------------------------- | ---------------------- |
| 1re                    | Elena Cecchini         | Italie                 | Canyon-SRAM Racing                 | 7 pts                  |
| 2e                     | Lauren Kitchen         | Australie              | FDJ-Nouvelle Aquitaine-Futuroscope | 7 pts                  |
| 3e                     | Lucinda Brand          | Pays-Bas               | Sunweb                             | 5 pts                  |

| Classement des sprints | Classement des sprints | Classement des sprints | Classement des sprints             | Classement des sprints |
| Coureuse               | Coureuse               | Pays                   | Équipe                             | Points                 |
| ---------------------- | ---------------------- | ---------------------- | ---------------------------------- | ---------------------- |
| 1re                    | Elena Cecchini         | Italie                 | Canyon-SRAM Racing                 | 7 pts                  |
| 2e                     | Lauren Kitchen         | Australie              | FDJ-Nouvelle Aquitaine-Futuroscope | 7 pts                  |
| 3e                     | Lucinda Brand          | Pays-Bas               | Sunweb                             | 5 pts                  |

| Classement par équipes | Classement par équipes             | Classement par équipes | Classement par équipes |
| Équipe                 | Équipe                             | Pays                   | Temps                  |
| ---------------------- | ---------------------------------- | ---------------------- | ---------------------- |
| 1re                    | Boels Dolmans                      | Pays-Bas               | 43 h 49 min 28 s       |
| 2e                     | Sunweb                             | Pays-Bas               | + 1 s                  |
| 3e                     | Wiggle High5                       | Royaume-Uni            | + 2 min 57 s           |
| 4e                     | BTC City Ljubljana                 | Slovénie               | + 5 min 00 s           |
| 5e                     | États-Unis                         | États-Unis             | + 5 min 42 s           |
| 6e                     | WaowDeals                          | Pays-Bas               | + 6 min 38 s           |
| 7e                     | Astana Women's                     | Kazakhstan             | + 7 min 18 s           |
| 8e                     | FDJ-Nouvelle Aquitaine-Futuroscope | France                 | + 9 min 05 s           |
| 9e                     | Parkhotel Valkenburg-Destil        | Pays-Bas               | + 15 min 17 s          |
| 10e                    | Cylance                            | États-Unis             | + 15 min 40 s          |

| Classement par équipes | Classement par équipes             | Classement par équipes | Classement par équipes |
| Équipe                 | Équipe                             | Pays                   | Temps                  |
| ---------------------- | ---------------------------------- | ---------------------- | ---------------------- |
| 1re                    | Boels Dolmans                      | Pays-Bas               | 43 h 49 min 28 s       |
| 2e                     | Sunweb                             | Pays-Bas               | + 1 s                  |
| 3e                     | Wiggle High5                       | Royaume-Uni            | + 2 min 57 s           |
| 4e                     | BTC City Ljubljana                 | Slovénie               | + 5 min 00 s           |
| 5e                     | États-Unis                         | États-Unis             | + 5 min 42 s           |
| 6e                     | WaowDeals                          | Pays-Bas               | + 6 min 38 s           |
| 7e                     | Astana Women's                     | Kazakhstan             | + 7 min 18 s           |
| 8e                     | FDJ-Nouvelle Aquitaine-Futuroscope | France                 | + 9 min 05 s           |
| 9e                     | Parkhotel Valkenburg-Destil        | Pays-Bas               | + 15 min 17 s          |
| 10e                    | Cylance                            | États-Unis             | + 15 min 40 s          |

## Évolution des classements
| Étape              | Vainqueur            | Classement général   | Classement par points | Classement de la montagne | Classement des sprints | Classement de la meilleure jeune | Classement de la combativité | Classement par équipes |
| ------------------ | -------------------- | -------------------- | --------------------- | ------------------------- | ---------------------- | -------------------------------- | ---------------------------- | ---------------------- |
| P                  | Annemiek van Vleuten | Annemiek van Vleuten | Annemiek van Vleuten  | non attribué              | non attribué           | Lisa Klein                       | non attribué                 | Mitchelton-Scott       |
| 2                  | Annemiek van Vleuten | Annemiek van Vleuten | Annemiek van Vleuten  | Annemiek van Vleuten      | Amy Pieters            | Jeanne Korevaar                  | Rossella Ratto               | Sunweb                 |
| 3                  | Amalie Dideriksen    | Annemiek van Vleuten | Annemiek van Vleuten  | Annemiek van Vleuten      | Lucinda Brand          | Jeanne Korevaar                  | Hannah Barnes                | Sunweb                 |
| 4                  | Amalie Dideriksen    | Annemiek van Vleuten | Annemiek van Vleuten  | Annemiek van Vleuten      | Elena Cecchini         | Jeanne Korevaar                  | Omer Shapira                 | Sunweb                 |
| 5                  | Chantal Blaak        | Annemiek van Vleuten | Annemiek van Vleuten  | Eugénie Duval             | Elena Cecchini         | Jeanne Korevaar                  | Chantal Blaak                | Boels Dolmans          |
| 6                  | Annemiek van Vleuten | Annemiek van Vleuten | Annemiek van Vleuten  | Eugénie Duval             | Elena Cecchini         | Jeanne Korevaar                  | Chantal Blaak                | Boels Dolmans          |
| Classements finals | Classements finals   | Annemiek van Vleuten | Annemiek van Vleuten  | Eugénie Duval             | Elena Cecchini         | Jeanne Korevaar                  | Chantal Blaak                | Boels Dolmans          |

## Liste des participantes
| Légende                                | Légende                                                                                              | Légende                          | Légende |
| -------------------------------------- | --- | -------------------------------- | --- |
| Num                                    | Dossard de départ porté par la coureuse sur ce Boels Ladies Tour                                     | Pos                              | Position finale au classement général                                                                           |
| Leader du classement général           | Indique la vainqueur du classement général                                                           | Leader du classement par points  | Indique la vainqueur du classement par points                                                                   |
| Leader du classement de la montagne    | Indique la vainqueur du classement de la montagne                                                    | Leader du classement des sprints | Indique la vainqueur du classement des sprints                                                                  |
| Leader du classement du meilleur jeune | Indique la vainqueur du classement de la meilleure jeune                                             |                                  | Indique un maillot de champion national ou mondial, suivi de sa spécialité                                      |
| #                                      | Indique la meilleure équipe                                                                          | NP                               | Indique une coureuse qui n'a pas pris le départ d'une étape, suivi du numéro de l'étape où elle s'est retirée   |
| AB                                     | Indique une coureuse qui n'a pas terminé une étape, suivi du numéro de l'étape où elle s'est retirée | HD                               | Indique un coureuse qui a terminé une étape hors des délais, suivi du numéro de l'étape                         |
| DSQ                                    | Indique un coureur qui a été disqualifié de la course, suivi du numéro de l'étape                    | *                                | Indique un coureuse en lice pour le classement de la meilleure jeune (coureuses nées après le 1er janvier 1996) |

| Mitchelton-Scott MTS | Mitchelton-Scott MTS           | Mitchelton-Scott MTS |
| -------------------- | ------------------------------ | -------------------- |
| Num                  | Coureur                        | Pos                  |
| 1                    | Annemiek van Vleuten (NED)     | 1er                  |
| 2                    | Jolien D'Hoore (BEL)           | AB-5                 |
| 3                    | Amanda Spratt (AUS)            | 6e                   |
| 4                    | Gracie Elvin (AUS)             | AB-5                 |
| 5                    | Sarah Roy (AUS)                | AB-2                 |
| 6                    | Georgia Williams (NZL) (route) | AB-5                 |

| Boels-Dolmans# DLT | Boels-Dolmans# DLT              | Boels-Dolmans# DLT |
| ------------------ | ------------------------------- | ------------------ |
| Num                | Coureur                         | Pos                |
| 11                 | Chantal Blaak (NED) (route)     | 15e                |
| 12                 | Anna van der Breggen (NED)      | 3e                 |
| 13                 | Amalie Dideriksen (DEN) (route) | 40e                |
| 14                 | Megan Guarnier (USA)            | 14e                |
| 15                 | Christine Majerus (LUX) (route) | AB-2               |
| 16                 | Amy Pieters (NED)               | 8e                 |

| Sunweb SUN | Sunweb SUN               | Sunweb SUN |
| ---------- | ------------------------ | ---------- |
| Num        | Coureur                  | Pos        |
| 21         | Lucinda Brand (NED)      | 21e        |
| 22         | Leah Kirchmann (CAN)     | 5e         |
| 23         | Floortje Mackaij (NED)   | 11e        |
| 24         | Pernille Mathiesen (DEN) | 68e        |
| 25         | Julia Soek (NED)         | AB-2       |
| 26         | Ellen van Dijk (NED)     | 2e         |

| Canyon-SRAM CSR | Canyon-SRAM CSR      | Canyon-SRAM CSR |
| --------------- | -------------------- | --------------- |
| Num             | Coureur              | Pos             |
| 31              | Christa Riffel (GER) | 61e             |
| 32              | Hannah Barnes (GBR)  | 47e             |
| 33              | Alice Barnes (GBR)   | 59e             |
| 34              | Elena Cecchini (ITA) | 10e             |
| 35              | Lisa Klein (GER)     | 44e             |
| 36              | Trixi Worrack (GER)  | 58e             |

| Wiggle High5 WHT | Wiggle High5 WHT           | Wiggle High5 WHT |
| ---------------- | -------------------------- | ---------------- |
| Num              | Coureur                    | Pos              |
| 41               | Amy Cure (AUS)             | AB-2             |
| 42               | Elisa Longo Borghini (ITA) | 12e              |
| 43               | Lisa Brennauer (GER)       | 28e              |
| 44               | Audrey Cordon (FRA)        | 20e              |
| 45               | Annette Edmondson (AUS)    | AB-2             |
| 46               | Eri Yonamine (JPN) (route) | 35e              |

| WaowDeals WAD | WaowDeals WAD              | WaowDeals WAD |
| ------------- | -------------------------- | ------------- |
| Num           | Coureur                    | Pos           |
| 51            | Jeanne Korevaar (NED)      | 16e           |
| 52            | Anouska Koster (NED)       | 31e           |
| 53            | Riejanne Markus (NED)      | 13e           |
| 54            | Pauliena Rooijakkers (NED) | AB-5          |
| 55            | Yara Kastelijn (NED)       | NP-5          |
| 56            | Rotem Gafinovitz (ISR)     | 54e           |

| Alé Cipollini ALE | Alé Cipollini ALE       | Alé Cipollini ALE |
| ----------------- | ----------------------- | ----------------- |
| Num               | Coureur                 | Pos               |
| 61                | Chloe Hosking (AUS)     | 43e               |
| 62                | Janneke Ensing (NED)    | NP-6              |
| 63                | Anna Trevisi (ITA)      | NP-3              |
| 64                | Roxane Knetemann (NED)  | 34e               |
| 65                | Marta Bastianelli (ITA) | 42e               |
| 66                | Karlijn Swinkels (NED)  | 48e               |

| Cylance CPC | Cylance CPC              | Cylance CPC |
| ----------- | ------------------------ | ----------- |
| Num         | Coureur                  | Pos         |
| 71          | Giorgia Bronzini (ITA)   | 29e         |
| 72          | Marta Tagliaferro (ITA ) | 45e         |
| 73          | Omer Shapira (ISR )      | 55e         |
| 74          | Rossella Ratto (ITA)     | 38e         |
| 75          | Jelena Eric (SRB)        | 71e         |

| FDJ-Nouvelle Aquitaine-Futuroscope FUT | FDJ-Nouvelle Aquitaine-Futuroscope FUT | FDJ-Nouvelle Aquitaine-Futuroscope FUT |
| -------------------------------------- | -------------------------------------- | -------------------------------------- |
| Num                                    | Coureur                                | Pos                                    |
| 81                                     | Roxane Fournier (FRA)                  | 56e                                    |
| 82                                     | Charlotte Bravard (FRA)                | 41e                                    |
| 83                                     | Eugénie Duval (FRA)                    | 36e                                    |
| 84                                     | Lauren Kitchen (AUS)                   | 25e                                    |
| 85                                     | Rozanne Slik (NED)                     | 24e                                    |
| 86                                     | Moniek Tenniglo (NED)                  | 51e                                    |

| BTC City Ljubljana BTC | BTC City Ljubljana BTC        | BTC City Ljubljana BTC |
| ---------------------- | ----------------------------- | ---------------------- |
| Num                    | Coureur                       | Pos                    |
| 91                     | Maaike Boogaard (NED)         | AB-2                   |
| 92                     | Polona Batagelj (SLO) (route) | 26e                    |
| 93                     | Hanna Nilsson (SWE)           | 23e                    |
| 94                     | Eugenia Bujak (SLO)           | 7e                     |
| 95                     | Urška Žigart (SLO)            | 66e                    |
| 96                     | Anastasia Iakovenko (RUS)     | 30e                    |

| Hitec Products HPU | Hitec Products HPU     | Hitec Products HPU |
| ------------------ | ---------------------- | ------------------ |
| Num                | Coureur                | Pos                |
| 101                | Thea Thorsen (NOR)     | AB-2               |
| 102                | Charlotte Becker (GER) | 32e                |
| 103                | Nina Kessler (NED)     | AB-2               |
| 104                | Susanne Andersen (NOR) | 70e                |
| 105                | Julie Solvang (NOR)    | 64e                |
| 106                | Simona Frapporti (ITA) | 69e                |

| Astana Women's Team ASA | Astana Women's Team ASA            | Astana Women's Team ASA |
| ----------------------- | ---------------------------------- | ----------------------- |
| Num                     | Coureur                            | Pos                     |
| 111                     | Sofia Bertizzolo (ITA)             | 18e                     |
| 112                     | Elena Pirrone (ITA)                | 22e                     |
| 113                     | Jeidi Pradera (CUB)                | AB-2                    |
| 114                     | Arlenis Sierra (CUB) (route)       | 27e                     |
| 116                     | Natalya Saifutdinova (KAZ) (route) | NP-5                    |

| Virtu Cycling TVC | Virtu Cycling TVC          | Virtu Cycling TVC |
| ----------------- | -------------------------- | ----------------- |
| Num               | Coureur                    | Pos               |
| 121               | Barbara Guarischi (ITA)    | 53e               |
| 122               | Christina Siggaard (DEN)   | AB-5              |
| 123               | Sara Penton (SWE)          | 39e               |
| 124               | Mieke Kröger (GER)         | 50e               |
| 125               | Louise Norman Hansen (DEN) | AB-2              |
| 126               | Trine Schmidt (DEN)        | AB-2              |

| Valcar-PBM VAL | Valcar-PBM VAL                  | Valcar-PBM VAL |
| -------------- | ------------------------------- | -------------- |
| Num            | Coureur                         | Pos            |
| 131            | Elisa Balsamo (ITA)             | NP-5           |
| 132            | Maria Giulia Confalonieri (ITA) | 19e            |
| 133            | Marta Cavalli (ITA) (route)     | 17e            |
| 134            | Ilaria Sanguineti (ITA)         | AB-5           |
| 135            | Silvia Pollicini (ITA)          | 60e            |
| 136            | Dalia Muccioli (ITA)            | 62e            |

| Lotto Soudal LSL | Lotto Soudal LSL             | Lotto Soudal LSL |
| ---------------- | ---------------------------- | ---------------- |
| Num              | Coureur                      | Pos              |
| 141              | Marjolein van't Geloof (NED) | AB-5             |
| 142              | Lotte Kopecky (BEL)          | NP-6             |
| 143              | Demi de Jong (NED)           | AB-2             |
| 144              | Chantal Hoffmann (LUX)       | AB-2             |
| 145              | Isabelle Beckers (BEL)       | AB-2             |
| 146              | Anabelle Dreville (FRA)      | NP-6             |

| Parkhotel Valkenburg-Destil PVD | Parkhotel Valkenburg-Destil PVD | Parkhotel Valkenburg-Destil PVD |
| ------------------------------- | ------------------------------- | ------------------------------- |
| Num                             | Coureur                         | Pos                             |
| 151                             | Lorena Wiebes (NED)             | 49e                             |
| 152                             | Natalie van Gogh (NED)          | 65e                             |
| 153                             | Belle de Gast (NED)             | 46e                             |
| 154                             | Nina Buijsman (NED)             | 37e                             |
| 155                             | Esther van Veen (NED)           | 52e                             |
| 156                             | Ilona Hoeksma (NED)             | AB-2                            |

| Sélection nationale des Pays-Bas | Sélection nationale des Pays-Bas | Sélection nationale des Pays-Bas |
| -------------------------------- | -------------------------------- | -------------------------------- |
| Num                              | Coureur                          | Pos                              |
| 161                              | Evy Kuijpers (NED)               | AB-2                             |
| 162                              | Rixt Meijer (NED)                | AB-5                             |
| 163                              | Danique Braam (NED)              | 57e                              |
| 164                              | Loes Adegeest (NED)              | 63e                              |
| 165                              | Paulien Koster (NED)             | AB-2                             |
| 166                              | Wendy Oosterwoud (NED)           | AB-2                             |

| Sélection nationale des États-Unis | Sélection nationale des États-Unis | Sélection nationale des États-Unis |
| ---------------------------------- | ---------------------------------- | ---------------------------------- |
| Num                                | Coureur                            | Pos                                |
| 171                                | Leah Thomas (USA)                  | 9e                                 |
| 172                                | Tayler Wiles (USA)                 | 4e                                 |
| 173                                | Heidi Franz (USA)                  | 67e                                |
| 174                                | Margot Clyne (USA)                 | AB-5                               |
| 175                                | Janelle Cole (USA)                 | AB-2                               |
| 176                                | Lily Williams (USA)                | 33e                                |

## Présentation

### Comité d'organisation
L'épreuve est organisée par la Courage Events situé à Aduard. Son directeur est Thijs Rondhuis.

### Règlement de la course

#### Délais
Lors d'une course cycliste, les coureurs sont tenus d'arriver dans un laps de temps imparti à la suite du premier pour pouvoir être classés. Les délais prévus sont de 10 % pour toutes les étapes, sauf le contre-la-montre par équipes où il est porté à 33 %. Aucun délai ne s'applique au prologue.

#### Classements et bonifications
Le classement général individuel au temps est calculé par le cumul des temps enregistrés dans chacune des étapes parcourues. Des bonifications et d'éventuelles pénalisations sont incluses dans le calcul du classement. Le coureur qui est premier de ce classement est porteur du maillot orange. En cas d'égalité au temps, les centièmes de secondes lors des contre-la-montre servent à départager les concurrentes.
Des bonifications sont attribuées dans cette épreuve. L'arrivée des étapes, à l'exception du contre-la-montre, donne dix, six et quatre secondes de bonifications aux trois premières. Les sprints intermédiaires attribuent 3, 2 et 1 secondes de bonifications.

##### Classement par points
Le maillot vert, récompense le classement par points. Celui-ci se calcule selon le classement lors des arrivées d'étape.
Lors d'une arrivée d'étape, les quinze première se voient accorder des points selon le décompte suivant : 25, 20, 16, 14, 12, 10, 9, 8, 7, 6, 5, 4, 3, 2 et 1 point. En cas d'égalité, les coureurs sont prioritairement départagés par le nombre de victoires d'étapes. Si l'égalité persiste, le nombre de victoires à des sprints intermédiaires puis éventuellement la place obtenue au classement général entrent en compte. Pour être classé, un coureur doit avoir terminé la course dans les délais.

##### Classement de la meilleure grimpeuse
Le classement de la meilleure grimpeuse, ou classement des monts, est un classement spécifique basé sur les arrivées au sommet des ascensions répertoriées dans l'ensemble de la course. Elles sont classés en deux catégories. Les ascensions de première catégorie rapportent respectivement 5, 3 et 1 points aux trois premières coureuses, celles de deuxième catégorie 3, 2 et 1 points. Sur cette édition 2018, il n'y a que des ascensions de première catégorie. Le premier du classement des monts est détenteur du maillot à pois. En cas d'égalité, les coureurs sont prioritairement départagés par le nombre de premières places aux sommets des ascension de première catégorie, puis de deuxième catégorie. Si l'égalité persiste, le critère suivant est la place obtenue au classement général. Pour être classé, un coureur doit avoir terminé la course dans les délais.

##### Classement de la meilleure jeune
Le classement de la meilleure jeune ne concerne qu'une certaine catégorie de coureuses, celles étant âgées de moins de 23 ans. C'est-à-dire aux coureuses nées après le 1er janvier 1996. Ce classement, basé sur le classement général, attribue au premier un maillot blanc.

##### Classement des sprints
Le maillot bleu, récompense le classement des sprints. Celui-ci se calcule selon le classement lors de sprints intermédiaires. Les trois premiers coureurs des sprints intermédiaires reçoivent respectivement 3, 2 et un point. En cas d'égalité, le nombre de victoires sur ces sprints qui décide de la victoire. Sinon le classement général départage les concurrents.

##### Classement par équipes
Le classement par équipes est calculé en conformité avec le règlement UCI.

##### Classement de la combativité
À l'issue de chaque étape, un jury constitué de la direction de course et de journalistes attribue à la coureuse ayant le plus mérité, le trophée de la combativité. Il est doté symboliquement d'un maillot rouge durant la remise des récompenses, cependant cet habit ne doit pas être porté en course.

##### Répartition des maillots
Chaque coureuse en tête d'un classement est porteuse du maillot ou du dossard distinctif correspondant. Cependant, dans le cas où une coureuse dominerait plusieurs classements, celle-ci ne porte qu'un seul maillot distinctif, selon une priorité de classements. Le classement général au temps est le classement prioritaire, suivi du classement par points, du classement général du meilleur grimpeur, du classement de la meilleure jeune, des sprints et du combiné. Si ce cas de figure se produit, le maillot correspondant au classement annexe de priorité inférieure n'est pas porté par celui qui domine ce classement mais par son deuxième.

#### Primes
Le prologue permet de remporter les primes suivantes :
| Position | 1er   | 2e    | 3e    | 4e    | 5e    | 6e    | 7e    | 8e    | 9e    | 10e   |
| Prix     | 450 € | 250 € | 180 € | 160 € | 150 € | 125 € | 110 € | 100 € | 100 € | 100 € |

En sus, les coureuses placées de la 11e à la 15e place gagnent 70 €.
Les autres étapes attribuent :
| Position | 1er   | 2e    | 3e    | 4e    | 5e    | 6e    | 7e    | 8e    | 9e    | 10e   |
| Prix     | 550 € | 330 € | 230 € | 210 € | 200 € | 175 € | 150 € | 125 € | 125 € | 125 € |

En sus, les coureuses placées de la 11e à la 15e place gagnent 80 €.
Le classement général final attribue les sommes suivantes :
| Position | 1er   | 2e    | 3e    | 4e    | 5e    | 6e    | 7e    | 8e    | 9e    | 10e   |
| Prix     | 640 € | 380 € | 266 € | 242 € | 230 € | 200 € | 172 € | 145 € | 145 € | 145 € |

Les coureuses placées de la 11e à la 15e place gagnent 94 €.

#### Prix
Le port de chacun des maillots distinctifs est récompensé par une prime journalière de 50 € pour le maillot orange (classement général) et 25 € pour tous les autres. Le gain final du classement par points, des sprints, de la meilleure jeune ou de la montagne rapporte :
| Position | 1er  | 2e   | 3e   | 4e   | 5e   | 6e  | 7e  | 8e  | 9e  | 10e |
| Prix     | 75 € | 60 € | 50 € | 25 € | 15 € | 0 € | 0 € | 0 € | 0 € | 0 € |